# Bourdic
Bourdic ist eine französische Gemeinde mit 364 Einwohnern (Stand 1. Januar 2022) im Département Gard in der Region Okzitanien. Sie gehört zum Arrondissement Nîmes und zum Kanton Uzès. Bihorel ist Mitglied im Gemeindeverband Communauté de communes Pays d’Uzès.

## Geographie
Die Gemeinde liegt etwa 16 Kilometer nördlich von Nîmes. Nachbargemeinden sind:
- Aubussargues im Norden,
- Arpaillargues-et-Aureillac im Nordosten,
- Blauzac im Südosten,
- Sainte-Anastasie im Süden und
- Garrigues-Sainte-Eulalie im Westen.

Das Gemeindegebiet wird in Nord-Süd-Richtung vom gleichnamigen Fluss Bourdic durchquert.

## Bevölkerungsentwicklung
| Jahr      | 1968 | 1975 | 1982 | 1990 | 1999 | 2006 | 2016 |
| Einwohner | 208  | 202  | 211  | 236  | 262  | 315  | 383  |

## Sehenswürdigkeiten
- Église Saint-Jean-Baptiste, romanisch-byzantinische Kirche aus dem 12. Jahrhundert[1]

## Wirtschaft
Die Gemeinde liegt in einem Weinbaugebiet. Die Produkte werden in der genossenschaftlichen Kellerei Collines du Bourdic vermarktet.